# OHxF
OHxF est le nom d'une gamme de poiriers porte-greffes créée vers 1930 en Oregon par l'arboriculteur Reimer. Reimer cherchait à l'époque des porte-greffes résistants au feu bactérien ; les deux variétés Old Home et Farmingdale sont les deux parents fortement résistants. 
Tous les porte-greffes OHF sont propagés par bouture, avec des difficultés considérables.